# 报复武器
报复武器（德語發音：[fɐˈgɛltʊŋsˌvafṇ]）是第二次世界大战期间德国为实施战略轰炸，特别是战略轰炸以及针对城市的空袭而研发的一系列特殊的远程火炮武器系统。这系列武器包括：采用脉冲喷气发动机推进的V-1巡航导弹；使用液体燃料的V-2弹道导弹；以及V-3炮。德国原计划将这些武器全部用于对英国的军事打击，但实际在1944-1945年的作战行动中仅动用了V-1和V-2。随着盟军成功登陆西欧，这些武器也被转而用于攻击欧洲大陆的目标，主要集中在法国和比利时境内。以报复武器实施的战略轰炸共造成约1.8万人丧生，其中绝大多数为平民。伦敦、安特卫普以及列日等城市是这些武器的主要打击目标。
报复武器属于纳粹德国所谓的（超级武器或“奇迹武器”）武器系列。

## 研发

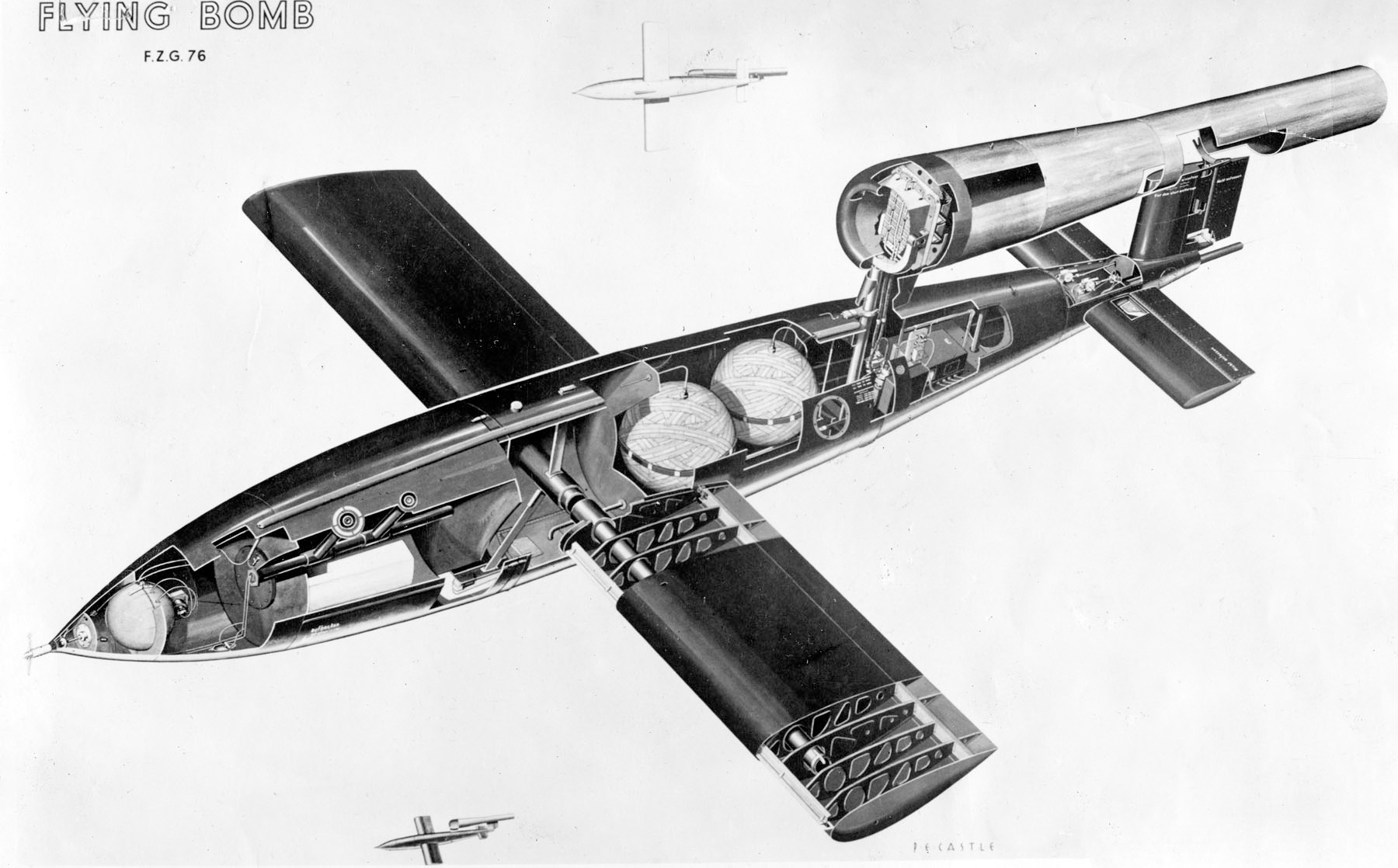
V-1飞行炸弹

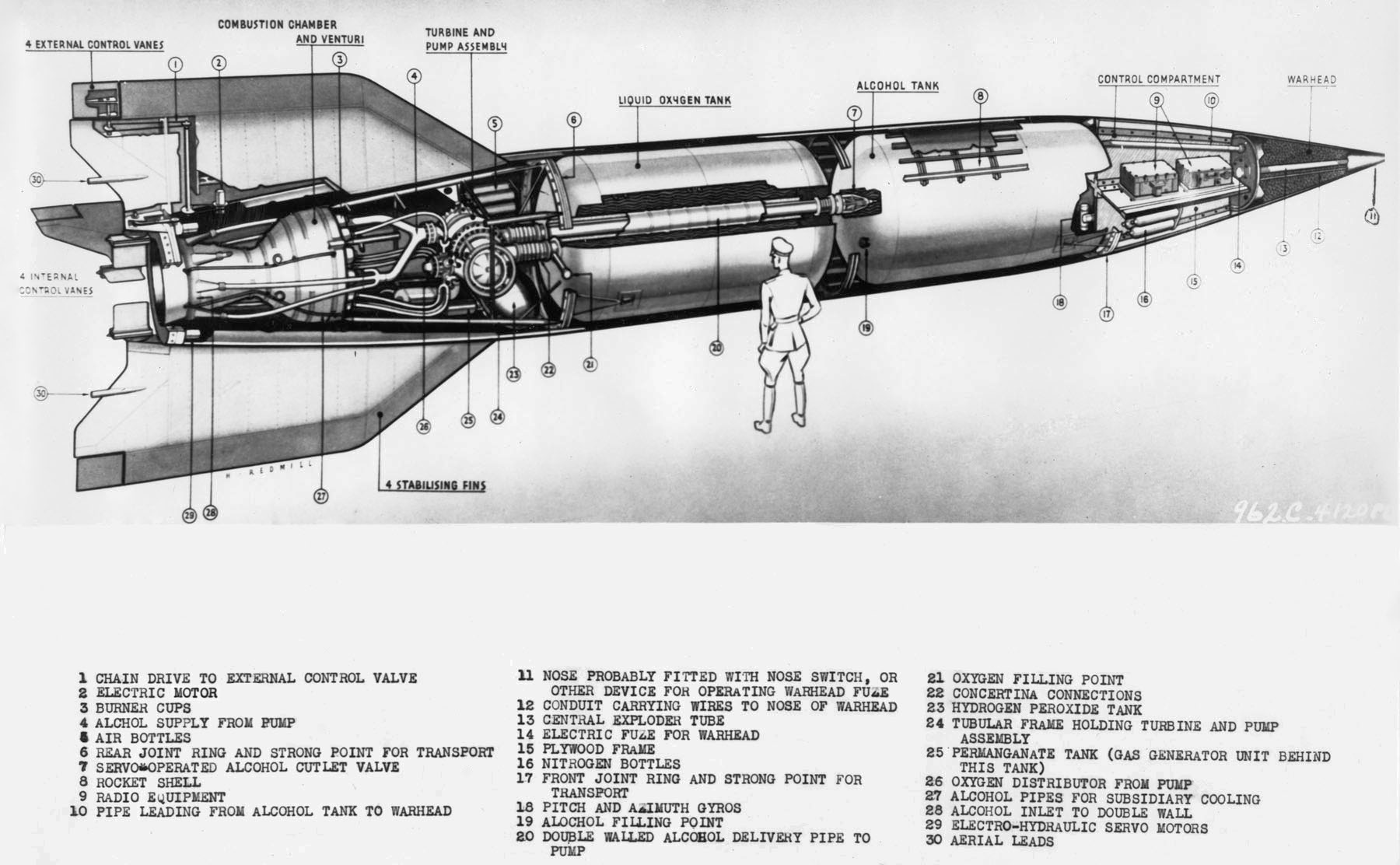
V-2导弹

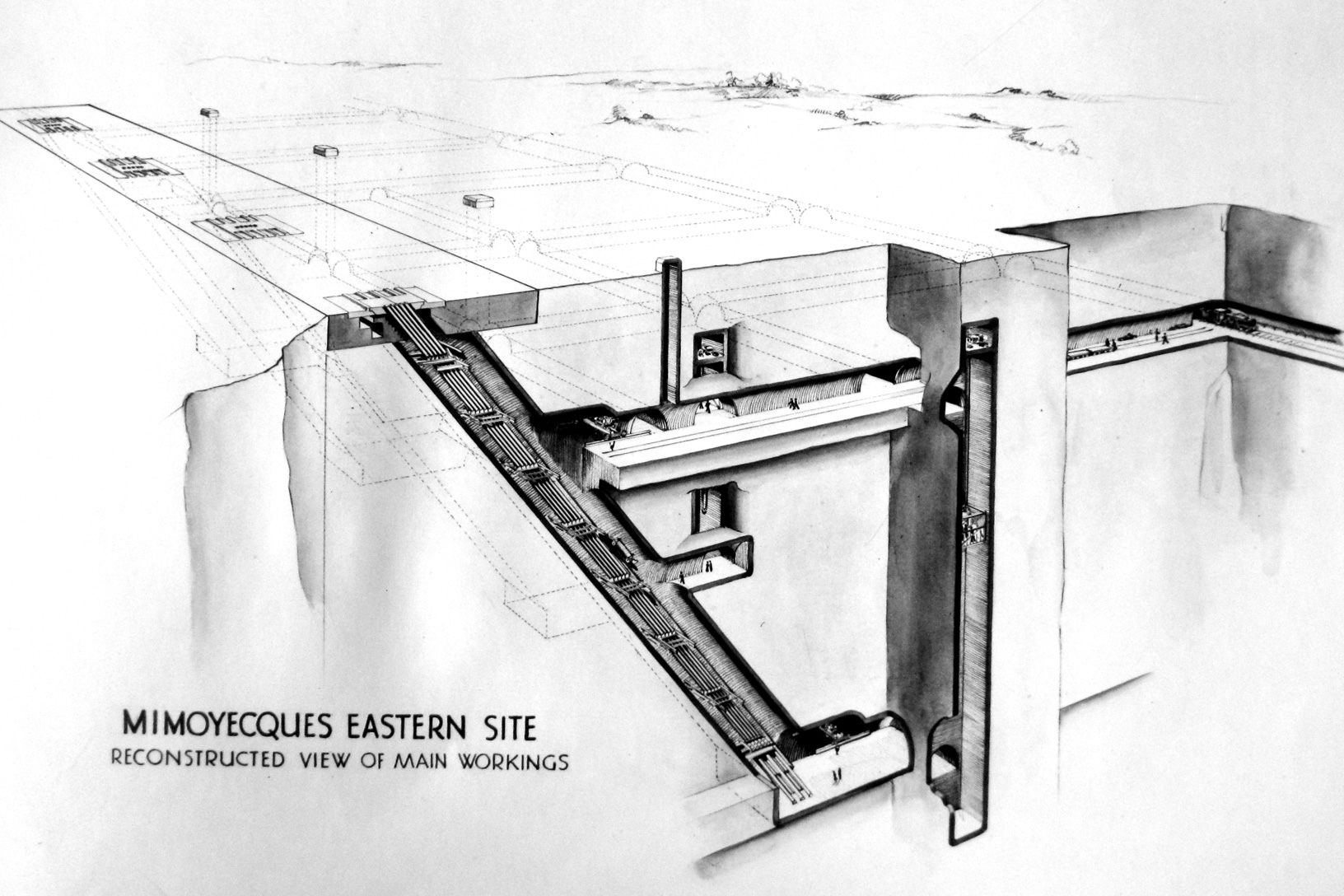
V-3炮

早在1940年6月28日，纳粹德国陆军武器局局长埃米尔·莱布与德国国防军总司令瓦尔特·冯·布劳希奇的会晤中，就已为当时正在研发的A-4火箭（即后来的V-2火箭）确立了战略轰炸的军事定位。1942年德国对英国实施的贝德克闪电战效果不佳后，飞弹与火箭的研发进程双双提速，并将英国锁定为主要打击目标。至1943年9月29日，阿尔贝特·施佩尔公开宣称将以“秘密武器”对盟军大规模轰炸德国城市的行为实施报复。随后，纳粹德国宣传部于1944年6月24日正式公布名为“Vergeltungswaffe 1”（报复武器1）的制导导弹，暗示还将有后续同类武器问世。当A-4火箭于1944年9月首次投入实战发射后，该武器被正式更名为V-2（尽管具体命名者已不可考）。不过，分发至发射部队的V-2操作手册仍沿用A-4这一原始代号。
美国战略情报局驻瑞士负责人艾伦·杜勒斯自1943年起，便与以神父海因里希·迈尔为核心的奥地利抵抗组织建立联系。通过这条管道，杜勒斯成功获取了有关佩内明德火箭基地以及V-1飞弹、V-2火箭的关键情报及设计图纸。

## 对英国及欧洲大陆的攻击行动（1944–1945年）

### V-1

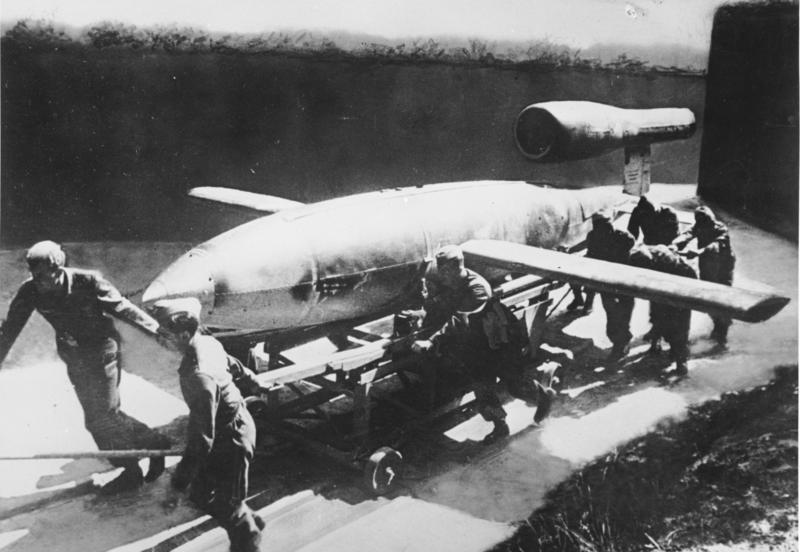
V-1正在被推出

自1943年10月起，纳粹德国开始在法国北部加来至勒阿弗尔沿岸修建V-1飞弹发射场。尽管盟军空军持续空袭这些设施，但收效有限，至1944年6月诺曼底登陆前夕，这些发射基地已具备实战能力。为应对6月6日盟军在诺曼底登陆带来的军事压力，德军于1944年6月13日凌晨对伦敦发动首次V-1飞弹袭击。首批发射的10枚飞弹中仅有4枚抵达英国境内：首枚坠毁于斯旺斯科姆附近未造成伤亡，但第二枚摧毁贝斯纳尔格林一座桥梁，导致6人死亡、9人受伤。此后德军将攻击强度维持在日均百枚的规模。
V-1飞弹的脉冲喷气发动机发出独特嗡嗡声，时人将其比作“有故障的摩托车”。当飞弹进入俯冲阶段时，推进系统会突然发出断续爆鸣并骤然熄火，随之而来的诡异死寂令目击者胆寒——这种爆炸前的短暂静默意外成为平民寻找掩体的预警信号（后续改进型号已修正该缺陷，实现了设计预期的动力俯冲）。伦敦甚至有商家以“快速直达防空洞”作为招揽顾客的卖点。然而1944年6、7月间的阴雨天气严重削弱防空观测效率，致使V-1杀伤效果倍增，伤亡数字持续攀升。至8月下旬，伦敦人口锐减150万，工业生产效率暴跌。但到了夏秋交替时，针对V-1的防空体系渐显成效，流离市民开始逐渐返回伦敦。
纳粹德国向英国发射的V-1飞弹总数达到9,251枚，其中绝大多数的目标都是伦敦。该城共遭受2,515枚飞弹袭击，导致6,184名平民死亡、17,981人受伤。位于伦敦南侧的克罗伊登地区因地处弹道下方，成为重灾区，累计承受142次直接命中打击。

### V-2

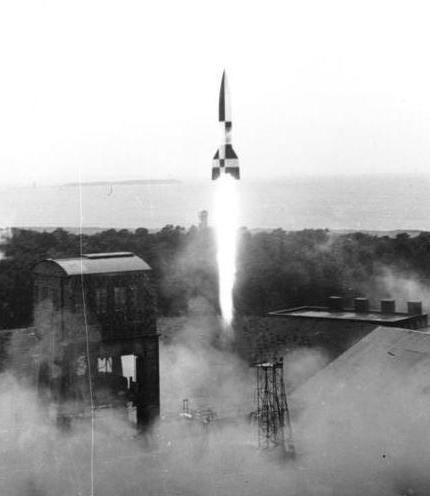
V-2发射，佩内明德

1944年9月6日，德军在荷兰海牙周边部署了V-2火箭发射场。1944年9月8日，首枚V-2火箭从此处发射袭击伦敦，以约5分钟时间完成了从海牙至伦敦200英里（320）的弹道飞行，于当天18时43分击中奇西克区，造成13人伤亡。由于V-2爆炸毫无预警，英国政府最初试图通过归咎于煤气管道故障来掩盖其真实原因。但民众并未上当，很快便讽刺地将V-2称为“会飞的煤气管”。
截至1944年10月，德军的火箭攻势已呈持续打击态势。1944年11月25日，一枚V-2火箭命中纽克罗斯路（New Cross Road）伍尔沃斯百货商店，造成168人死亡、121人重伤，成为该武器最具毁灭性的单次袭击之一。由于V-2导弹超音速飞行特性使其几乎无法被拦截，而轰炸发射场等其他反制措施亦收效甚微，这种持续轰炸一直延续至1945年3月。1945年3月27日，最后一批V-2火箭袭击伦敦，其中一枚击中斯特普尼的一座公寓楼，导致134人遇难、49人受伤。

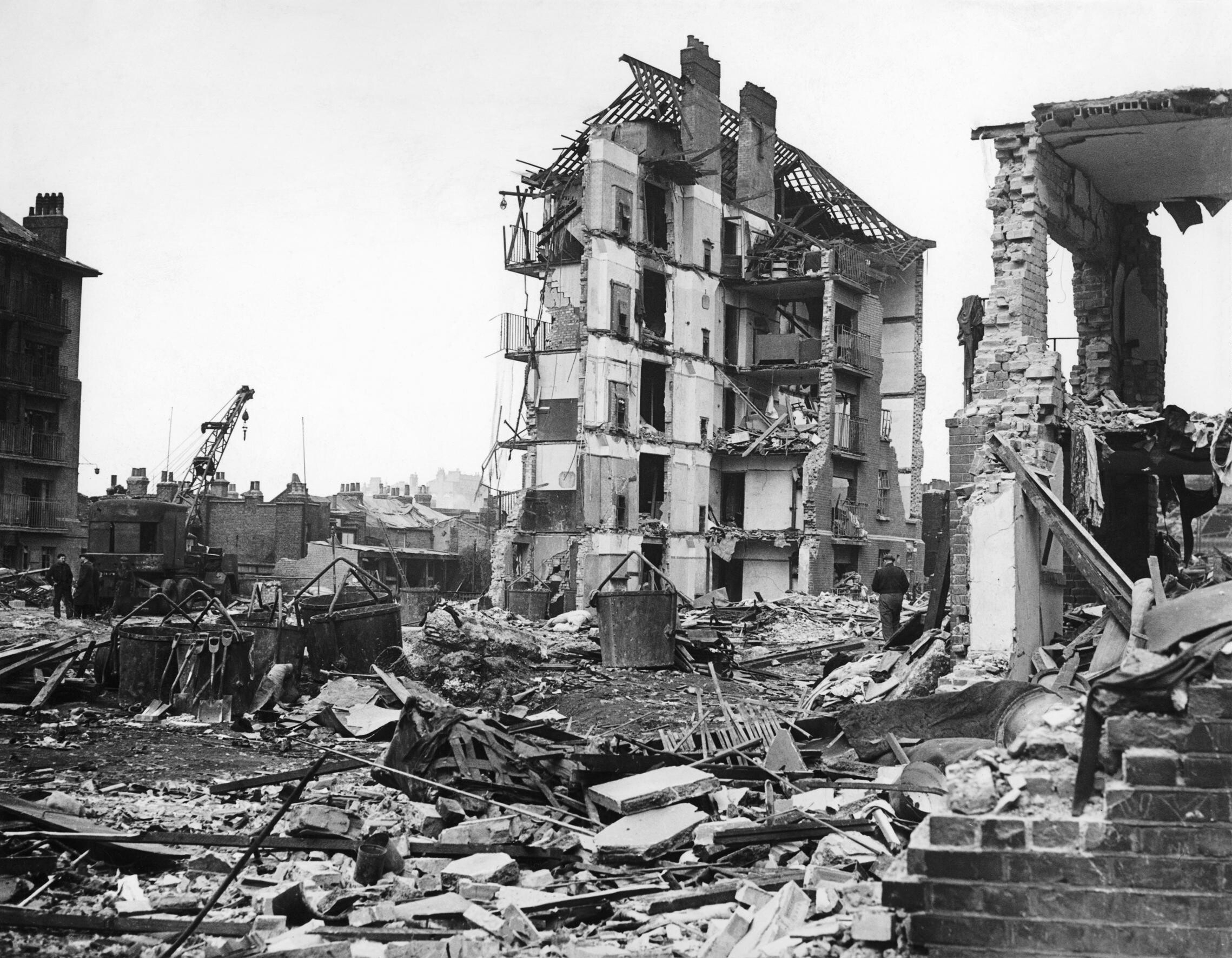
伦敦建筑废墟，（摄于1945年3月27日），由二战期间袭击该城的倒数第二枚V-2火箭所遗留。该枚导弹造成134人丧生

德军共向英国发射1,115枚V-2火箭，其中绝大多数以伦敦为目标，另有约40枚针对诺里奇的袭击偏离目标。这些袭击造成伦敦2,754人丧生、6,523人受伤，另有2,917名军事人员阵亡。由于其超音速特性使V-2火箭在接近目标时既无法被听见（目击记录亦极为罕见），其心理威慑效应反而“逊色于V-1飞弹”。
德军报复武器的攻势于1945年3月结束，最后一枚V-2于3月27日落在肯特郡；而英国领土上最后一次敌军攻击行动发生在1945年3月29日9点，一枚V-1击中了赫特福德郡的一片田地。从伤亡人数来看，报复武器的效果低于其开发者的预期，也未达到受袭者的恐惧程度，但带来的财产损失程度惊人，在攻势高峰期日均两万栋房屋受损，导致1944年末至1945年初英格兰东南部出现了严重的住房危机。
托马斯·品钦的小说《万有引力之虹》以V-2火箭对伦敦袭击所引发的存在主义恐怖为核心主题。
德军向比利时安特卫普与列日发射V-2火箭，其中针对安特卫普的打击旨在阻断盟军关键后勤节点——安特卫普港的运作。1944年9月该地区解放后六个月内，比利时多个城镇持续遭受德国V型武器攻击。仅安特卫普周边16（9.9英里）半径范围内就记录到2,342枚V型武器落地（其中多数为更先进的V-2型号）。根据盟军最高司令部战后报告统计，报复武器在比利时境内造成5,000人死亡、21,000人受伤，伤亡主要集中于安特卫普和列日两座城市。
1945年3月17日，根据希特勒亲自下达的命令（参见雷马根战役），德军向横跨莱茵河的鲁登道夫铁路桥发射了11枚V-2火箭。这是V-2武器系统唯一一次被用于战术目标及在德国本土实施攻击。最近弹着点距离桥梁270（890英尺），其中一枚甚至偏离至北侧64（40英里）外的科隆。德军总参谋部曾强烈反对此次行动，认为该武器精度过低可能误伤德国平民与己方部队，但希特勒仍孤注一掷试图摧毁盟军建立的莱茵河桥头堡。执行此次发射任务的是驻荷兰海伦多伦的党卫军第500炮兵营，其发射阵地距目标约200（120英里）。

### V-3

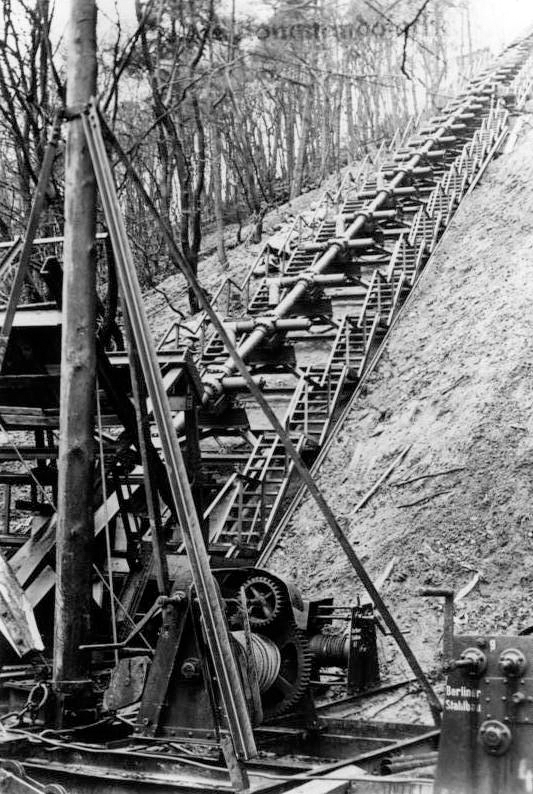
V-3炮原型机

V-3炮同样设计用于轰击伦敦，但由于盟军对发射设施的持续打击，特别是对米莫耶克要塞的摧毁以及1944年北欧盟军攻势占领发射阵地，该武器始终未能实现既定目标。1944年冬季，德军转而使用该火炮轰击卢森堡，但实际作战效果微乎其微。

### V-4
V4火箭是一种名为“莱茵信使”的固体燃料火箭。1944年12月24日，德军向安特卫普发射了24枚该型火箭，但其精度“糟糕至极”。在后续对港口发动的又一次齐射后，党卫军中将汉斯·卡姆勒中止了V-4项目。

## 脚注

### 引文
1. ↑  董乐山 (1995)，第995頁.
2. ↑  朱卫国 (2003)，第32頁.
3. ↑  Collier (1976)，第138頁.
4. ↑  . All World Wars.   [2008-10-19]. （原始内容存档于2019-08-30）.
5. ↑  Pieter Serrien. . Antwerp: Horizon. 2016.
6. ↑  . 21 September 2016  [2025-03-04]. （原始内容存档于2018-08-11）.
7. ↑  廖峻 (2024)，第52頁.
8. ↑  Neufeld (1995)，第137, 237頁.
9. 1 2  Collier (1976)，第15–16頁.
10. ↑  Henshall (1985)，第128頁.
11. ↑  Johnson (1982)，第80頁.
12. ↑  Irving (1964)，第288頁.
13. ↑  Klee & Merk (1965)，第47頁.
14. ↑  张瞳 (2014)，第96頁.
15. ↑  McGovern (1964)，第80頁.
16. ↑  Hansjakob Stehle. . Die Zeit. 1996-01-05 （德语）.
17. ↑  Fritz Molden. . 2019. ISBN 978-0813309330.
18. ↑  Thurner (2007)，第187頁.
19. ↑   (PDF). bmi （德语）.
20. ↑  Collier (1976)，第160–163頁.
21. 1 2  Calder (1971)，第645頁.
22. ↑  Collier (1976)，第74–75頁.
23. ↑  Collier (1976)，第80頁.
24. ↑  Collier (1976)，第11-12, 80-81, 125頁.
25. ↑  Calder (1971)，第646-647頁.
26. ↑  Calder (1971)，第647頁.
27. ↑  Collier (1976)，第113, 170頁.
28. ↑  Collier (1976)，第129頁.
29. ↑  Collier (1976)，第135頁.
30. ↑  Bisbach, Emily. . West End at War.   [31 July 2015]. （原始内容存档于4 February 2016）.
31. ↑  Wade, Mark. . .   [2008-10-21]. （原始内容存档于2 March 2002）.
32. ↑  King (2003)，第309頁.
33. ↑  Calder (1971)，第646-650頁.
34. ↑  .   [2013-01-13]. （原始内容存档于2013-01-13）.
35. 1 2  . Canberra Times. 17 May 1945  [15 April 2013].
36. 1 2 3  . V2Rocket.com.   [14 November 2014]. （原始内容存档于14 November 2014）.
37. ↑  . Friedensmuseum Brücke von Remagen.   [25 November 2014]. （原始内容存档于23 September 2015）.
38. ↑  atkinson (2014)，第553頁.
39. ↑  Hastings (2004)，第196頁.
40. ↑  Tucker-Jones (2022)，第210,213頁.